# Пентагон (компьютер)
Пентаго́н (англ. Pentagon) — популярный на территории бывшего СССР домашний персональный компьютер, представляет собой кустарно изготовленный аналог компьютера ZX Spectrum британской компании Sinclair Research. Во многом схемотехника первых моделей Пентагона сходна со схемой Ленинград-48.

## Версии
Всего было разработано несколько модификаций Пентагона:
- Пентагон 48К (1989) — без Beta 128 Disk Interface, существовала версия платы и с ним
- Пентагон-128К (1991) — без AY-3-8910
- Пентагон-128К 2+ (1991) — с AY-3-8910 на нестандартной частоте 3,5 МГц

По одной из версий, эти модификации «Пентагона» являются разработками фирмы ATM и творческого коллектива МикроАРТ, хотя точной информации нет[уточнить]. Доподлинно известно только, что ими разработана плата «Пентагон 2+». Следующие версии разрабатывались другими людьми:
- Пентагон-128К 3+ (1993 г., фирма «Солон»),
- Pentagon-1024SL v1.x (2005 г., Алексей Жабин),
- Pentagon-1024SL v2.x (2006 г., Алексей Жабин),
- Pentagon ver.2.666 (2009 г., Алексей Жабин) — экспериментальная модель с Z80-совместимым ядром T80 (на частоте 28 МГц) в FPGA, представлена на DiHalt 2009 в двух исполнениях[2].

Модель «Pentagon-1024SL v2.x» содержит центральный процессор Z80A на тактовой частоте 7 МГц, 1024 КБ оперативной памяти, микросхему звукогенератора AY-3-8910 (YM2149F), два дополнительных графических режима (в том числе цвет на точку), PAL-кодер, и допускает подключение принтера, мыши, контроллера IDE и некоторых других периферийных устройств через шину ZX-BUS. Pentagon-1024SL v2.x выпущен с открытыми исходными текстами прошивок ПЛИС и допускает перепрошивку.
Поскольку вся техническая документация, необходимая для самостоятельной сборки компьютера, распространялась свободно, а также в силу простоты изготовления, в 1991—1996 гг. компьютеры Пентагон (в основном, модель Пентагон-128К) разошлись по всей территории России и бывшего СССР, а также в некоторых странах ближнего зарубежья.

## Доработки и модификации
Схемы доработок для ZX Spectrum публикуются, как правило, именно в версии для компьютера Пентагон-128K. Среди доработок:
- расширение объёма оперативной памяти до 256 КБ, 512 КБ, 1 МБ или 4 МБ
- Covox
- SounDrive
- DMA Ultrasound Card
- дополнительный чёрно-белый видеорежим 512×192
- дополнительный видеорежим 384×304
- дополнительный видеорежим 256×192, цвет на точку (15 цветов)
- CMOS-часы по схеме Mr Gluk’а
- IDE-контроллер по схеме Nemo
- турбо-режим 7 МГц
- быстрая память для турбо-режима (кэш объёмом 32 КБ)

## Название
По одной из версий, название происходит от того, что основная область печатной платы была выполнена в виде прямоугольника со срезанным углом, образовывая пятиугольную фигуру, отсюда — «Пентагон». По другой версии, название произошло от того, что схема была разработана в одном из НИИ Министерства обороны СССР — в переносном смысле, в отечественном «Пентагоне».